# U R So Fucked
U R So Fucked è un singolo del gruppo Psy-trance israeliano Infected Mushroom pubblicato il 14 febbraio 2012 da Dim Mak Records, estratto dall'album Army of Mushrooms.

## Il disco
Il brano è una fusione tra il suono caratteristico del gruppo e una forte tendenza dubstep. Non tanto nel basso che, a differenza del classico basso con filtro LFO del dubstep, presenta un suono simile a una linea di basso modificate tramite scratch. Piuttosto nella batteria, con un intermezzo tipicamente reggae e un violento drop. Altra caratteristica assolutamente atipica del dubstep canonico è una chitarra distorta che segue la ritmica del basso.
Secondo quanto dichiarato dai due membri del gruppo Erez Eisen e Amit Duvdevani in un making-of pubblicato sul canale ufficiale del gruppo su YouTube, il testo della canzone nasce da una disavventura che il gruppo ha avuto, una volta giunto per un concerto in un aeroporto coreano. Qui passarono molto tempo bloccati, poiché i due addetti che dovevano accompagnarli in albergo con tutto l'equipaggiamento, avevano parcheggiato in un parcheggio diverso e se ne erano dimenticati. Amit Duvdevani iniziò a ripetere inveendo contro di loro con fare ironico "sono molto intelligenti" ("they are so smart"), fino a canticchiarlo, con il resto del gruppo che in coro ripeteva "yea yea yea yea". Il risultato piacque al gruppo e Amit registrò con il suo iPhone il coretto. Una volta giunto in studio decisero di farne un brano, cambiando il "they are so smart" in "you are so fucked", per esigenze di media, dal momento che, a parer loro, un titolo più duro e volgare meglio si addice a un pezzo dubstep.

## Tracce
U R So Fucked
1. U R So Fucked – 4:41

U R So Smart
1. U R So Smart – 3:54

U R So Fucked (Opiuo Remix)
1. U R So Fucked (Opiuo Remix) (Remixed by Opiuo) – 5:36